# Abschlag (Archäologie)

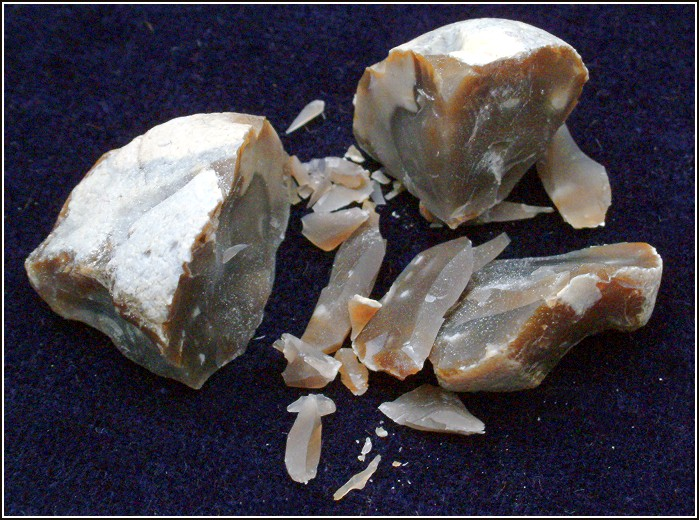
Zerteilte Feuersteinknolle mit klingenartigen Abschlägen

Ein Abschlag ist in der Archäologie eine Grundform bei der Herstellung von Steinartefakten.
Abschläge werden aus einem größeren Ausgangsstück, dem Kern, gewonnen. Das Rohstück besteht aus hartem, sprödem, meist sehr SiO2-reichem, amorphem oder sehr feinkörnigem Gestein, beispielsweise aus Rhyolith bzw. Obsidian, Quarzit oder Kieselschiefer sowie mit Silex (Feuerstein), Jaspis oder  Chalzedon auch aus kryptokristallinen Varietäten reinen Quarzes und bisweilen auch aus makrokristallinem Quarz (u. a. Bergkristall). Wegen ihres typischen Bruchverhaltens (sogenannter muscheliger oder conchoidaler Bruch) können diese Materialien scharfe Kanten und Grate ausbilden.
Die Knolle (seltener Platte) wird zunächst gekappt, wodurch eine frische Bruchfläche (Schlagfläche) mit einem spitzen Winkel zur Außenfläche entsteht. Von diesem Kern werden nun mit einem Schlagstein oder Schlägel durch gezielte Wahl des Treffpunktes weitere Abschläge gewonnen. Das Sprödbruchverhalten des Materials bewirkt dabei zum einen die typischen Schlagmerkmale und lässt zum anderen Form und Größe der Abschläge gezielt beeinflussen.

## Merkmale von Abschlägen

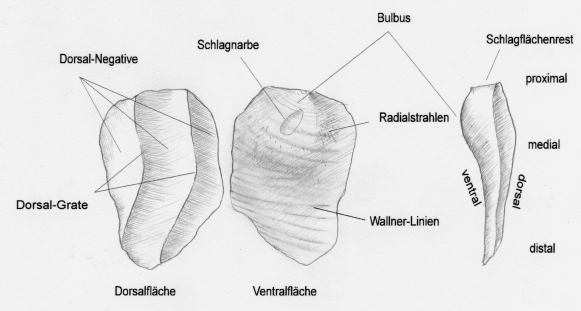
Abschlagmerkmale (Feuerstein)

Man spricht von sogenannten „Schlagmerkmalen“, die als eindeutige Kriterien dienen, dass es sich bei gefundenen prähistorischen Abschlägen um menschliche Produkte handelt und nicht um Naturbruch. Kennzeichnend sind der Auftreffpunkt (Schlagpunkt) auf dem Schlagflächenrest und die davon ausgehenden primären Schlagmerkmale: Durch die im Gestein absorbierte Energie entsteht auf der Ventralfläche (der dem Kern zugewandten Seite) ein Schlagbuckel (Bulbus). Durch die Bruchausbreitung (eigentlich Rissausbreitung) entstehen konzentrische Schlagwellen (auch Wellenringe oder Wallner-Linien genannt) und vom Bruch wegführende Radialstrahlen. Bei mehreren aufeinanderfolgenden Abschlägen an einer Kernkante sind auf der Dorsalfläche (der dem Kern abgewandten Seite) die Bruchlinien der zuvor abgetrennten Abschläge zu erkennen. Diese werden als Dorsal-Grate bezeichnet und sind neben den primären Schlagmerkmalen ein wichtiges Kriterium zur Identifizierung vom Menschen hergestellter Abschläge.
Abschläge können sowohl Produktionsabfall (Präparations-Abschläge) als auch das Ziel der Kernzerlegung sein, wobei in Levallois-Technik hergestellte Zielabschläge des Mittelpaläolithikums (Mittlere Altsteinzeit) eine Sonderform mit möglichst umlaufend scharfen Kanten bilden. Abschläge können durch randliche Retusche zu Geräten modifiziert werden (siehe auch: Urgeschichtliche Bearbeitungstechniken). Als Abfallprodukte entstehen Abschläge bei jeder durch Schlagen erzeugten Veränderung eines Steins. Bei Größen unter 1 cm werden diese als Absplisse bezeichnet.

## Spezialform: Klinge

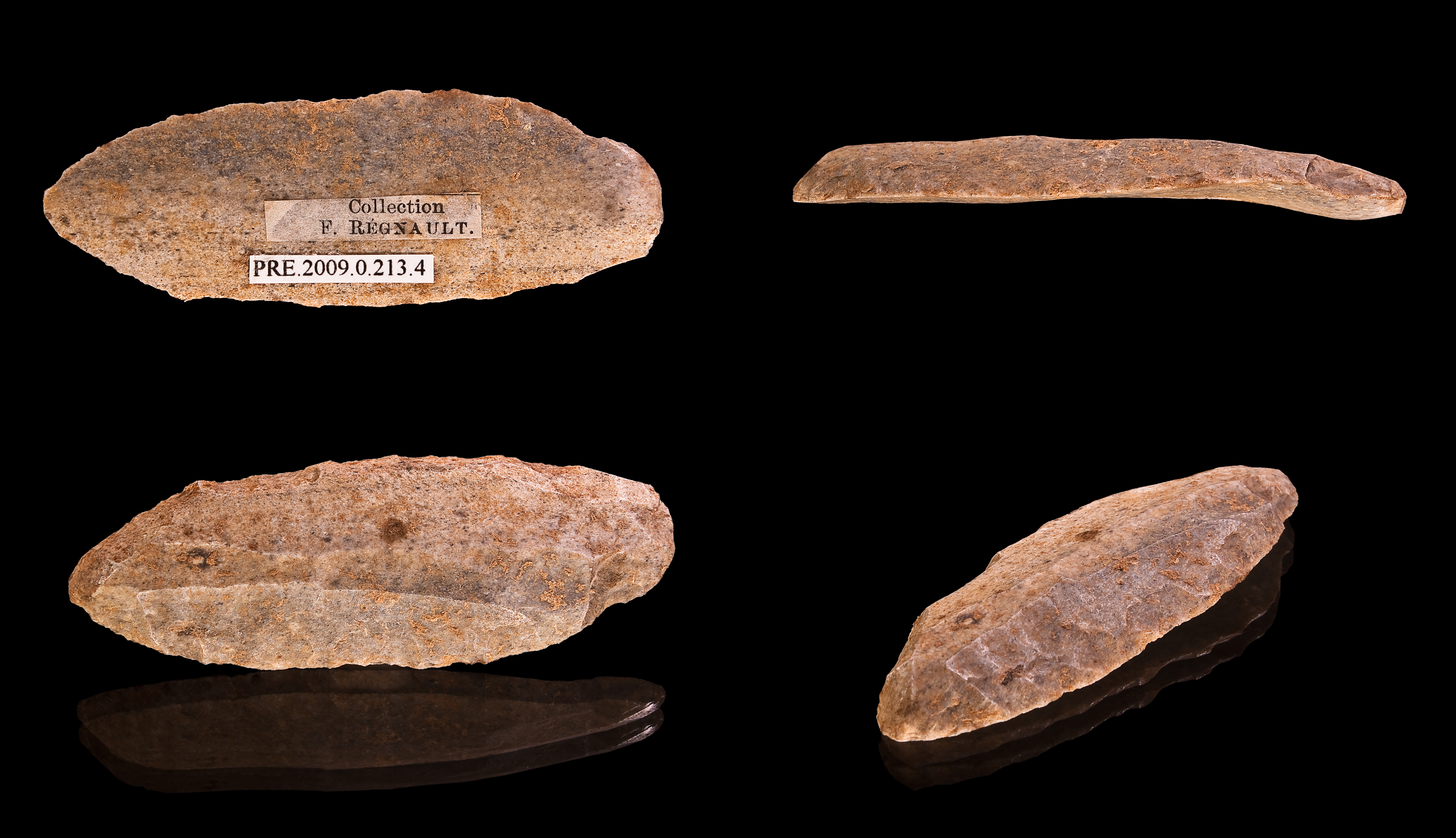
Klinge aus Feuerstein

In der Archäologie bezeichnet „Klinge“ einen Abschlag, meist aus Silikatgestein wie Feuerstein, der mindestens doppelt so lang wie breit ist und einen regelmäßigen, annähernd parallelen Kantenverlauf aufweist. Klingen gibt es bereits seit dem Mittelpaläolithikum. Durch eine neue Bearbeitungstechnik, die Anlage eines Leitgrates und einen serienartigen Abbau entlang der damit erzeugten Kernkanten, werden Klingen zur Leitform des Jungpaläolithikums.